# For Blood and Empire
Albums de Anti-Flag
Live at Fireside Bowl
(2003) A Benefit for Victims of Violent Crime
(2007)
For Blood and Empire est le sixième album du groupe punk originaire de Pittsburgh, Anti-Flag. Cet album est sorti sur le major RCA records au grand dam des fans les plus radicaux. Mais cette signature leur permet de gagner un grand nombre de nouveau fans et de mieux répandre leur message d'unité et de paix.
Le livret fourni avec le CD, développe les thèmes abordés dans les chansons State Funeral et Cities Burn (le « Downing Street Memo » et la « Monsanto Company Corporation »), et informe également sur un projet d'Anti-Flag, la « Military Free Zone ». Deux pochoirs sont également joints à l'album, l'un représentant la « Gunstar », une étoile formée de M-16s (comme sur la couverture de l'album Mobilize), et l'autre la phrase « What are we going to do about the U.S.A.? ». L'artwork est de Mike Ski du groupe The A.K.A.s.
Le 3 avril 2008, l'album s'était déjà vendu à 97 000 exemplaires.

## Liste des pistes
| For Blood and Empire | For Blood and Empire                | For Blood and Empire | For Blood and Empire | For Blood and Empire | For Blood and Empire | For Blood and Empire | For Blood and Empire | For Blood and Empire | For Blood and Empire |
| No                   | Titre                               | Durée                |                      |                      |                      |                      |                      |                      |                      |
| -------------------- | ----------------------------------- | -------------------- | -------------------- | -------------------- | -------------------- | -------------------- | -------------------- | -------------------- | -------------------- |
| 1.                   | I'd Tell You But...                 | 2:10                 |                      |                      |                      |                      |                      |                      |                      |
| 2.                   | Press Corpse                        | 3:21                 |                      |                      |                      |                      |                      |                      |                      |
| 3.                   | Emigre                              | 2:59                 |                      |                      |                      |                      |                      |                      |                      |
| 4.                   | Project For A New American Century  | 3:17                 |                      |                      |                      |                      |                      |                      |                      |
| 5.                   | Hymn For The Dead                   | 3:39                 |                      |                      |                      |                      |                      |                      |                      |
| 6.                   | This Is The End (For You My Friend) | 3:11                 |                      |                      |                      |                      |                      |                      |                      |
| 7.                   | One Trillion Dollar$                | 2:30                 |                      |                      |                      |                      |                      |                      |                      |
| 8.                   | State Funeral                       | 2:01                 |                      |                      |                      |                      |                      |                      |                      |
| 9.                   | Confessions Of An Economic Hit Man  | 2:43                 |                      |                      |                      |                      |                      |                      |                      |
| 10.                  | War Sucks, Let's Party              | 2:18                 |                      |                      |                      |                      |                      |                      |                      |
| 11.                  | WTO kills Farmers                   | 3:32                 |                      |                      |                      |                      |                      |                      |                      |
| 12.                  | Cities Burn                         | 3:03                 |                      |                      |                      |                      |                      |                      |                      |
| 13.                  | Delpeted Uranium Is A War Crime     | 4:07                 |                      |                      |                      |                      |                      |                      |                      |
| 38:58                |                                     |                      |                      |                      |                      |                      |                      |                      |                      |

### Variantes
- Certaines versions australiennes et européenne comportent la chanson Corporate Rock (1:53) en piste 14.
- La version japonaise ajoute The New Millennium Generation (3:08) en piste 14 (également disponible en téléchargement depuis la « Military Free Zone »).
- La version vinyle comporte Marc Defiant (1:03) en piste 14.
- La chanson Emigre était intitulée Exodus sur la version promotionnelle de l'album.
- 1 Trillion Dollar$ était intitulée One Trillion Dollars sur la version promotionnelle de l'album.

## Remarques
- La chanson This Is The End (For You My Friend) est présente dans les jeux vidéo Madden NFL 2007 et NHL 2007.
- The Press Corpse apparaît dans les jeux vidéo Tony Hawk's Downhill Jam et Shaun White Snowboarding.
- La chanson Emigre contient une adaptation du poème First they came de Martin Niemöller.